# Унікув (Лодзинське воєводство)
Унікув (пол. Uników) — село в Польщі, у гміні Злочев Серадзького повіту Лодзинського воєводства.
Населення — 275 осіб (2011).
У 1975-1998 роках село належало до Серадзького воєводства.

## Демографія
Демографічна структура станом на 31 березня 2011 року:
|          | Загалом | Допрацездатний вік | Працездатний вік | Постпрацездатний вік |
| -------- | ------- | ------------------ | ---------------- | -------------------- |
| Чоловіки | 134     | 34                 | 85               | 15                   |
| Жінки    | 141     | 32                 | 71               | 38                   |
| Разом    | 275     | 66                 | 156              | 53                   |